# Gerardo Esquivel
Gerardo Esquivel Butrón (ur. 13 stycznia 1966 w mieście Meksyk) – były meksykański piłkarz występujący najczęściej na pozycji pomocnika.

## Kariera klubowa
Esquivel jest wychowankiem Necaxy, w której zadebiutował 5 grudnia 1986 w spotkaniu z Tecos UAG (0:3). Swoją pierwszą bramkę zdobył za to 5 kwietnia 1987 przeciwko Cobras (2:2). Z klubem z Aguascalientes był związany przez 13 lat. W roku 1999 odszedł do Puebli, w której zakończył piłkarską karierę. Jego ostatnim meczem było rozegrane 4 kwietnia 2000 spotkanie z jego byłym klubem, Necaxą, zakończone wynikiem 2:2.

## Kariera reprezentacyjna
Gerardo Esquivel po raz pierwszy wystąpił w reprezentacji Meksyku 29 marca 1988 w towarzyskim meczu z Salwadorem. W tym samym roku rozegrał jeszcze 2 mecze w kadrze narodowej. W barwach El Tri uczestniczył w Pucharze Konfederacji 1995 i Copa América 1995.